# Inskoj
Inskoj è una cittadina della Russia siberiana meridionale (oblast' di Kemerovo); appartiene amministrativamente al distretto urbano della città di Belovo.